# Ніколаєв Микола Борисович
Микола Борисович Нікола́єв (7 лютого 1925, Баранівка — 2 лютого 2012, Буди) — український художник декоративно-ужиткового мистецтва; член Спілки радянських художників України з 1965 року.

## Біографія
Народився 7 лютого 1925 року в селі Баранівці (нині Миргородський район Полтавської області, Україна). У 1948—1950 роках навчався у Миргородському керамічному технікумі, де його викладачами були М. Мірошниченко, Г. Павелко, Валентина Панащатенко.
Упродовж 1950—1993 років працював на Будянському фаянсовому заводі, де з 1967 року обіймав посаду старшого художника. Під керівництвом В. Калуцького та Єлизавети Кондратенко створював виробничі зразки-еталони, рисунок під друк для масового виробництва; розробляв прості, лаконічні, утилітарні форми побутового й декоративного посуду, пластику малих форм. Мешкав у смт Будах в будинку на вулиці Комуністичнвій, № 17. Помер в Будах 2 лютого 2012 року.

## Творчість
Працював у галузі декоративного мистецтва. Створював кавові та чайні сервізи, чорнильні, туалетні набори, вази, тарелі та інше. Серед робіт:
- настінні тарелі «Іван Мічурін» (1951), «Тарас Шевченко» (1951; 1961), «Квітка» (1970-ті), «Русалка лісова», «Водяник» (обидві — 1971);
- вази «Ювілею Великого Кобзаря» (1963, у співавторстві з Борисом Пянидою та Юрієм Пиманкіним), «Його слово, його слава не вмре, не загине» (1964, у співавторстві з Борисом Пянидою та Іваном Сенем);
- триптих з шамотних настінних плит «Врага не буде, супостата…», «А буде син, і буде мати…», «І будуть люде на землі…» (1964, у співавторстві з Борисом Пянидою);
- сільнички «Баба Параска», «Баба Палажка» (обидві — 1968, у співавторстві), «Стецько» (1985);
- статуетка «Молодиця з макітрою» (1972, у співавторстві);
- набори для посуду «Салтівський» (1972, у співавторстві), «Герань лугова» (1983);
- комплекти мисок «Лісова сюїта» (1980-ті);
- набір для напоїв «Виноград» (1987; 1991, у співавторстві);
- «Число», «Ковчег», «Три фігури» (усі — 1996), «Гра», «Представлення» (обидва — 1997).

Брав участь у республіканських виставках з 1961 року, зарубіжних — з 1958 року, зокрема його твори ексонувалися у Ляйпцизі, Монреалі, Торонто, Загребі, Дамаску, Марселі, Познані, Чикаго, Ріо-де-Жанейро.
Деякі твори майстра зберігаються у Національному музеї українського народного декоративного мистецтва у Києві, Полтавських краєзнавчому і художньому музеях, Сумському і Харківському художніх музеях, Шевченківському національному заповіднику в Каневі, Диканському історико-краєзнавчому музеї.